# Trka u naoružanju veštačkom inteligencijom
Trka u naoružanju sa veštačkom inteligencijom je trka u naoružanju između dve ili više država u cilju razvoja i primene smrtonosnih autonomnih sistema naoružanja (LAWS). Od sredine 2010-ih, mnogi analitičari su primetili pojavu takve trke u naoružanju između globalnih supersila za bolju vojnu veštačku inteligenciju,, vođenu povećanjem geopolitičkih i vojnih tenzija.
Trka u naoružanju sa veštačkom inteligencijom se ponekad stavlja u kontekst hladnog rata veštačkom inteligencijom između SAD i Kine.

## Terminologija
Smrtonosni autonomni sistemi naoružanja koriste veštačku inteligenciju za identifikaciju i ubijanje ljudskih ciljeva bez ljudske intervencije. LAWS se kolokvijalno nazivaju „boti za klanje” ili „roboti ubice”. Uopšteno govoreći, svako takmičenje za superiornu veštačku inteligenciju ponekad se predstavlja kao „trka u naoružanju“. Prednosti u vojnoj veštačkoj inteligenciji preklapaju se sa prednostima u drugim sektorima, pošto zemlje teže ekonomskim i vojnim prednostima.

## Literatura
- Paul Scharre (May—June 2019). „Killer Apps: The Real Dangers of an AI Arms Race”. Foreign Affairs. 98 (3): 135—44. Проверите вредност парамет(а)ра за датум: |date= (помоћ), .  (May/June 2019), pp. 135–44. "Today's AI technologies are powerful but unreliable.  Rules-based systems cannot deal with circumstances their programmers did not anticipate.  Learning systems are limited by the data on which they were trained. AI failures have already led to tragedy. Advanced autopilot features in cars, although they perform well in some circumstances, have driven cars without warning into trucks, concrete barriers, and parked cars.  In the wrong situation, AI systems go from supersmart to superdumb in an instant.  When an enemy is trying to manipulate and hack an AI system, the risks are even greater."  (p. 140.)
- The National Security Commission on Artificial Intelligence. (2019). Interim Report. Washington, DC: Author.